# Milagres do Maranhão
Milagres do Maranhão è un comune del Brasile nello Stato del Maranhão, parte della mesoregione del Leste Maranhense e della microregione di Chapadinha.